# Midtsjælland
Midtsjælland er et geografisk område på Sjælland. Området er ikke defineret selvstændigt, men er derimod negativt defineret, ved at adskille sig fra Nordsjælland, Hovedstadsområdet, Nordvestsjælland, Sydvestsjælland, Sydsjælland og Østsjælland.
Området omfatter med sikkerhed byen Ringsted og omegn, mens en række andre byer nævnes i forbindelse med området Midstsjælland, heriblandt Roskilde (der ellers indgår i Hovedstadsområdet), Haslev (der ellers indgår i Sydsjælland), Sorø (Der ellers indgår i Sydvestsjælland) og Køge (der ellers indgår i Østsjælland).

## Byer
Følgende byer regnes normalt som en del af Midtsjælland:
- Borup
- Hvalsø
- Jystrup
- Lejre
- Ringsted
- Stenlille
- Store Merløse
- Viby

Følgende byer medregnes undertiden til Midtsjælland:
- Roskilde
- Tølløse
- Haslev
- Sorø